# Pianta centrale

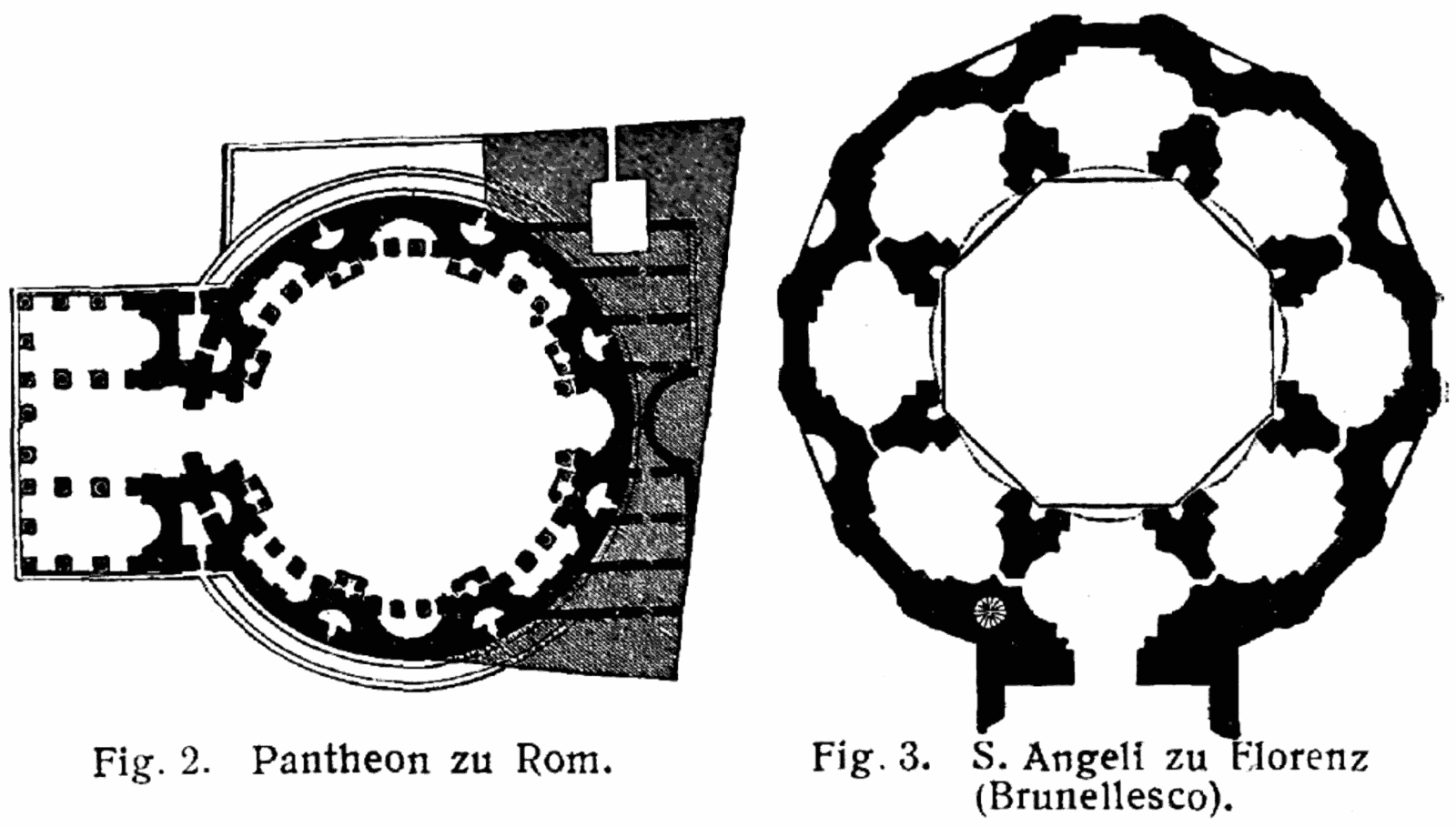
Confronto tra le piante del Pantheon (a sinistra) e della Rotonda del Brunelleschi, due tra i più noti esempi di pianta centrale.

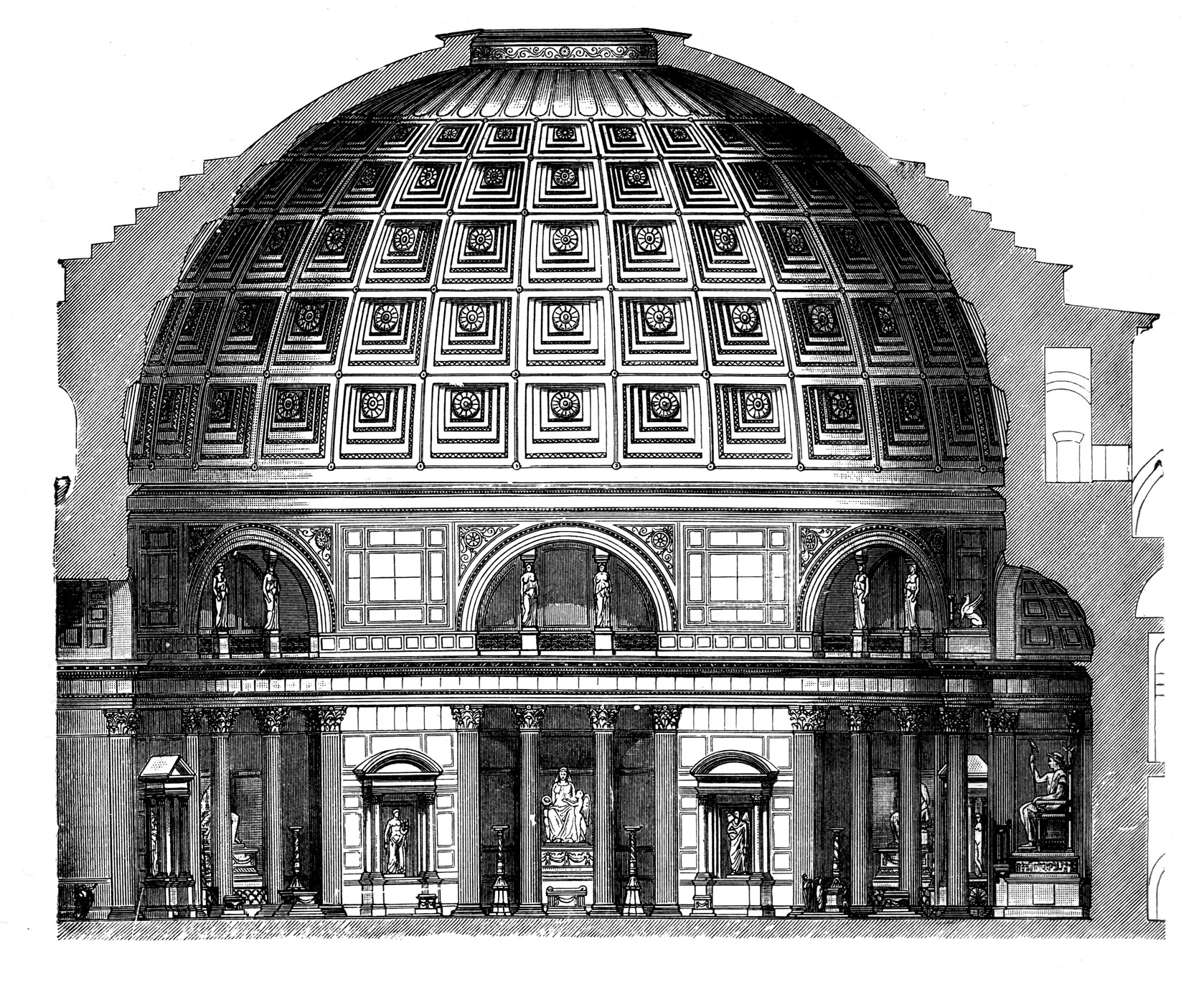
Sezione del Pantheon

Nell'architettura, si dice pianta centrale  la pianta di quegli edifici in cui tutte le parti sono organizzate intorno ad un centro (cioè che hanno simmetria centrale). La forma della pianta è una figura geometrica regolare, come il quadrato, il cerchio, l'ottagono o la croce greca; la simmetria centrale è solitamente sottolineata da una cupola. Nel caso di un edificio a pianta circolare, si usa anche il termine più specifico di rotonda, mentre nel caso di un edificio religioso con quattro bracci di uguale lunghezza si parla più specificamente di pianta a croce greca.

## Sviluppo storico

### Architettura antica
Tra i primi edifici a pianta centrale si ricordano i thòlos diffusi in particolare nella cultura micenea e poi in quella etrusca.
Nell'età romana la pianta centrale fu utilizzata per templi monopteri e, soprattutto in epoca imperiale, per mausolei e ninfei come il cosiddetto Tempio di Minerva Medica. L'esempio più celebre è comunque la rotonda del Pantheon di Roma.

### Medioevo

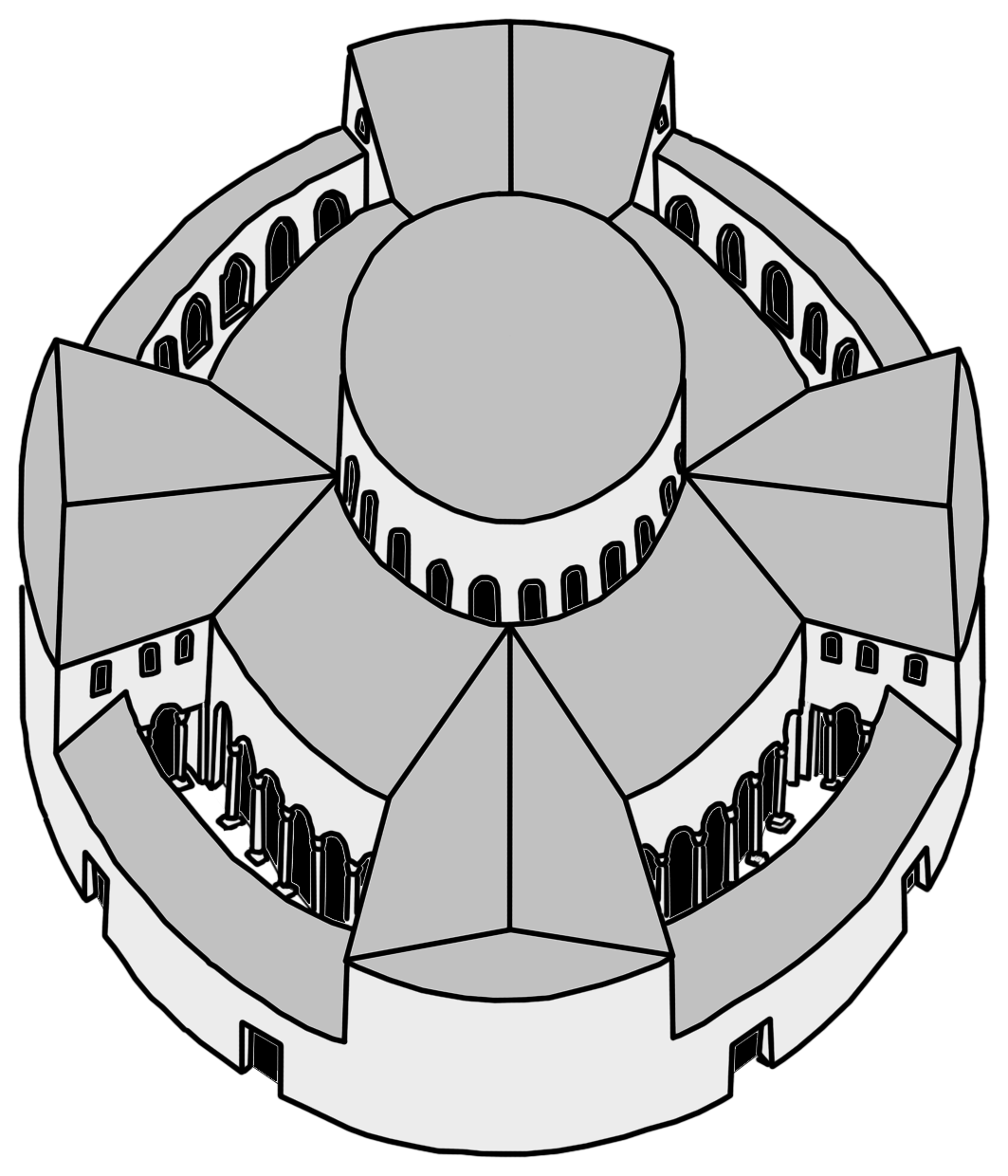
Schema ricostruttivo dell'esterno della basilica di Santo Stefano Rotondo al Celio nel V secolo

Nell'architettura paleocristiana e bizantina questa conformazione fu invece adottata inizialmente soprattutto per i martyrion, cioè le chiese contenenti reliquie di martiri (come nel caso della chiesa dei Santi Apostoli a Costantinopoli), allargandosi poi a battisteri, mausolei, cappelle palatine e chiese di dimensioni più imponenti come le basiliche di San Vitale a Ravenna, quella di San Lorenzo a Milano, la chiesa di Santo Stefano Rotondo a Roma, la chiesa del Santo Sepolcro a Gerusalemme e Hagia Sophia a Istanbul.
Tra gli esempi romanici spiccano la rotonda di San Tomè, la chiesa del Santo Sepolcro a Pisa e il Duomo vecchio di Brescia, facenti parte di un gruppo di chiese, generalmente a pianta ottagonale o circolare, edificate in tutta Europa nel XII secolo, a seguito delle prime crociate, ad imitazione del Santo Sepolcro di Gerusalemme e in particolare della parte chiamata anastasis dell'antica basilica costantiniana e della Cupola della Roccia che i crociati ritenevano una parte del Tempio di Salomone; tra gli esempi di questa tipologia la Chiesa del Tempio (Temple Church) a Londra.
Per tutto il medioevo continua inoltre la tradizione sorta nel periodono paleocristiano dei battisteri ottagonali, diffusi in particolare in Italia con esempi molto famosi.

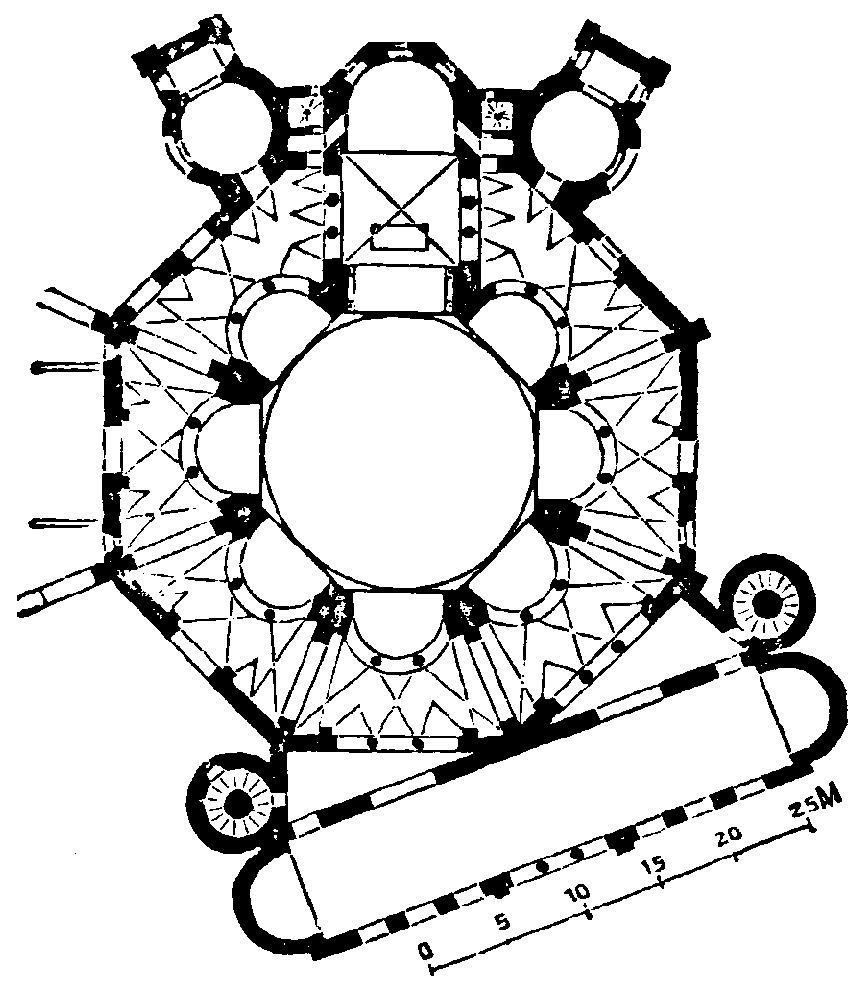
Pianta della basilica di San Vitale (Ravenna)
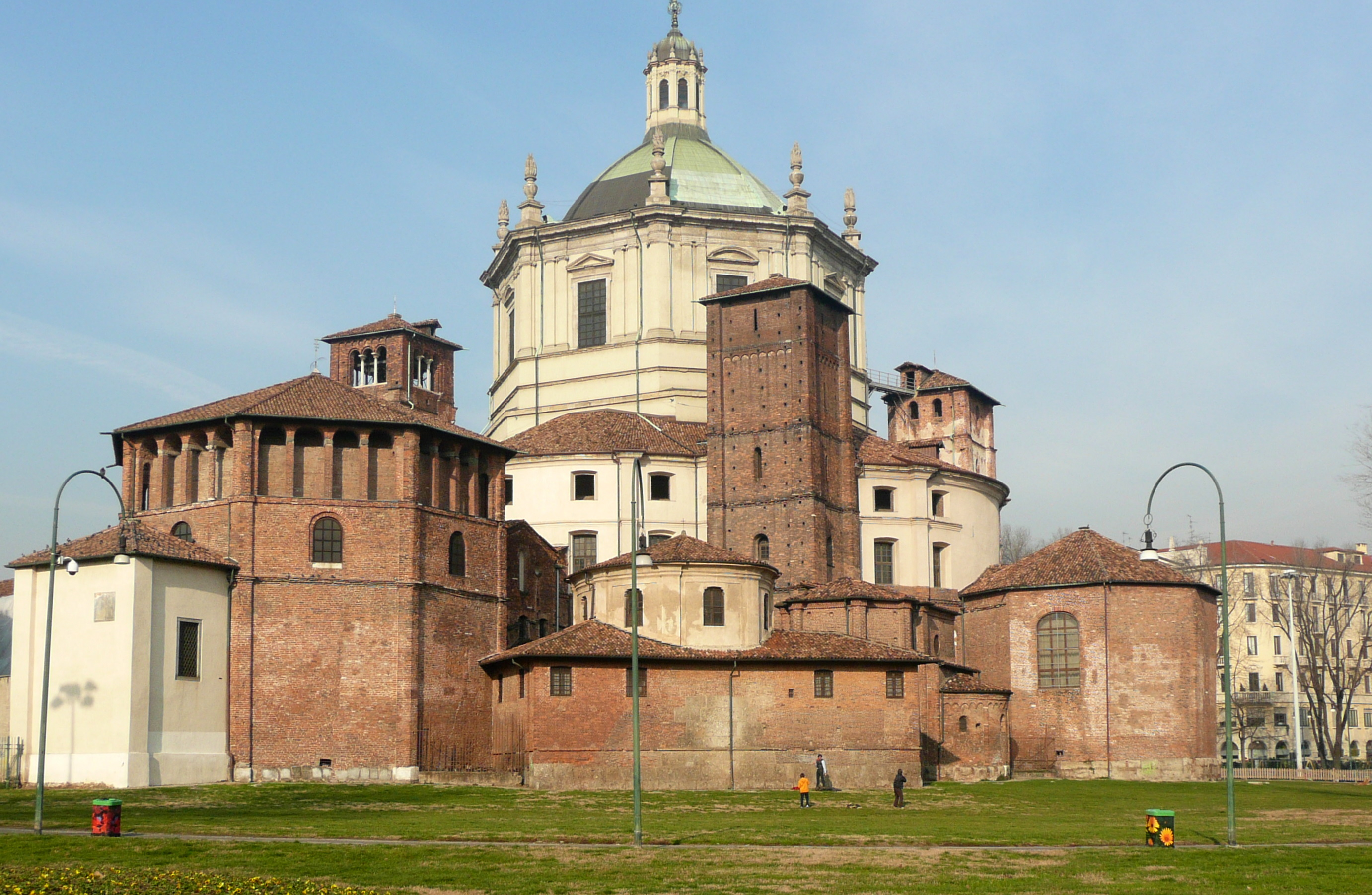
Basilica di San Lorenzo (Milano)
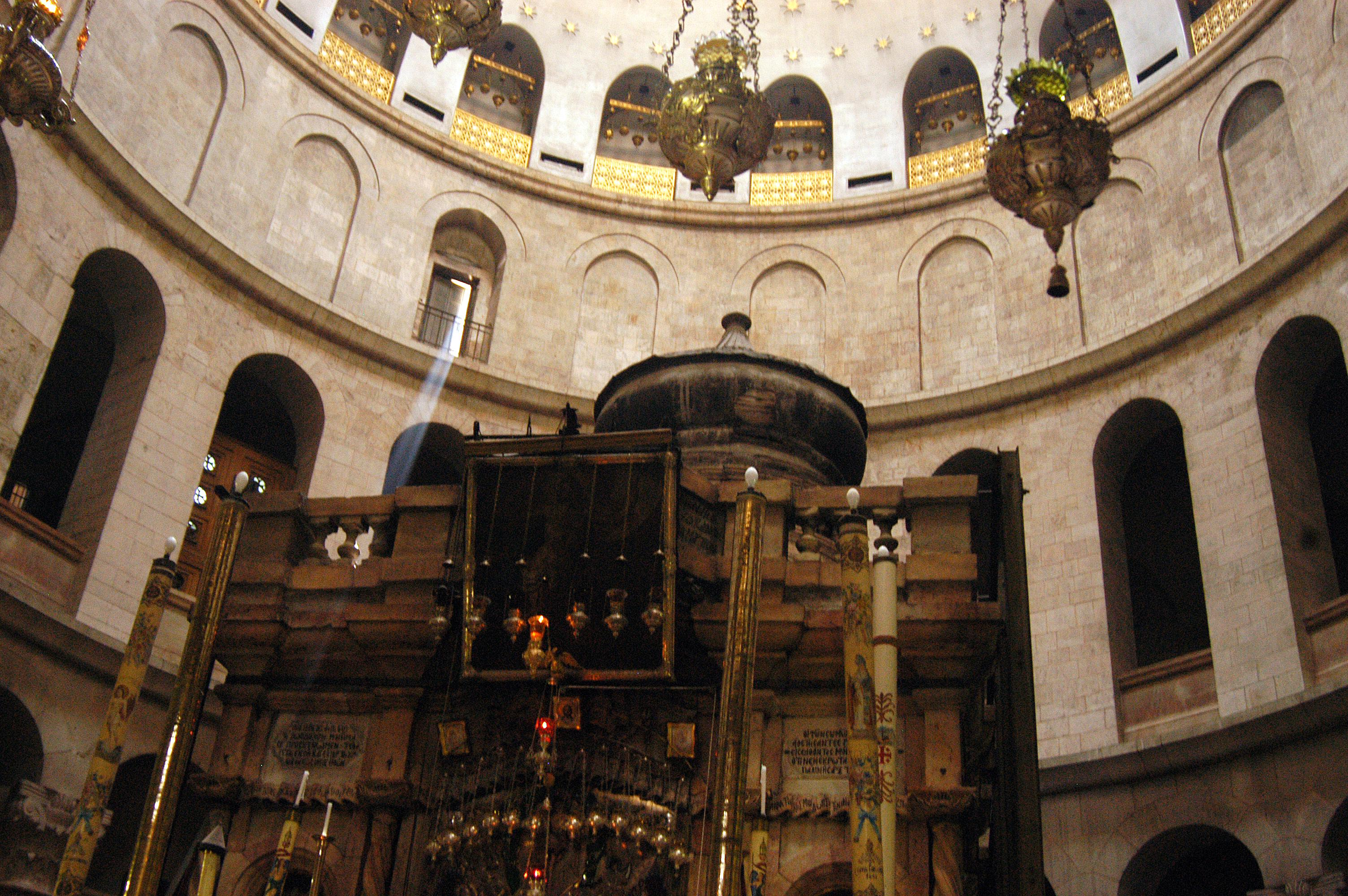
Rotonda del Santo Sepolcro (Gerusalemme)
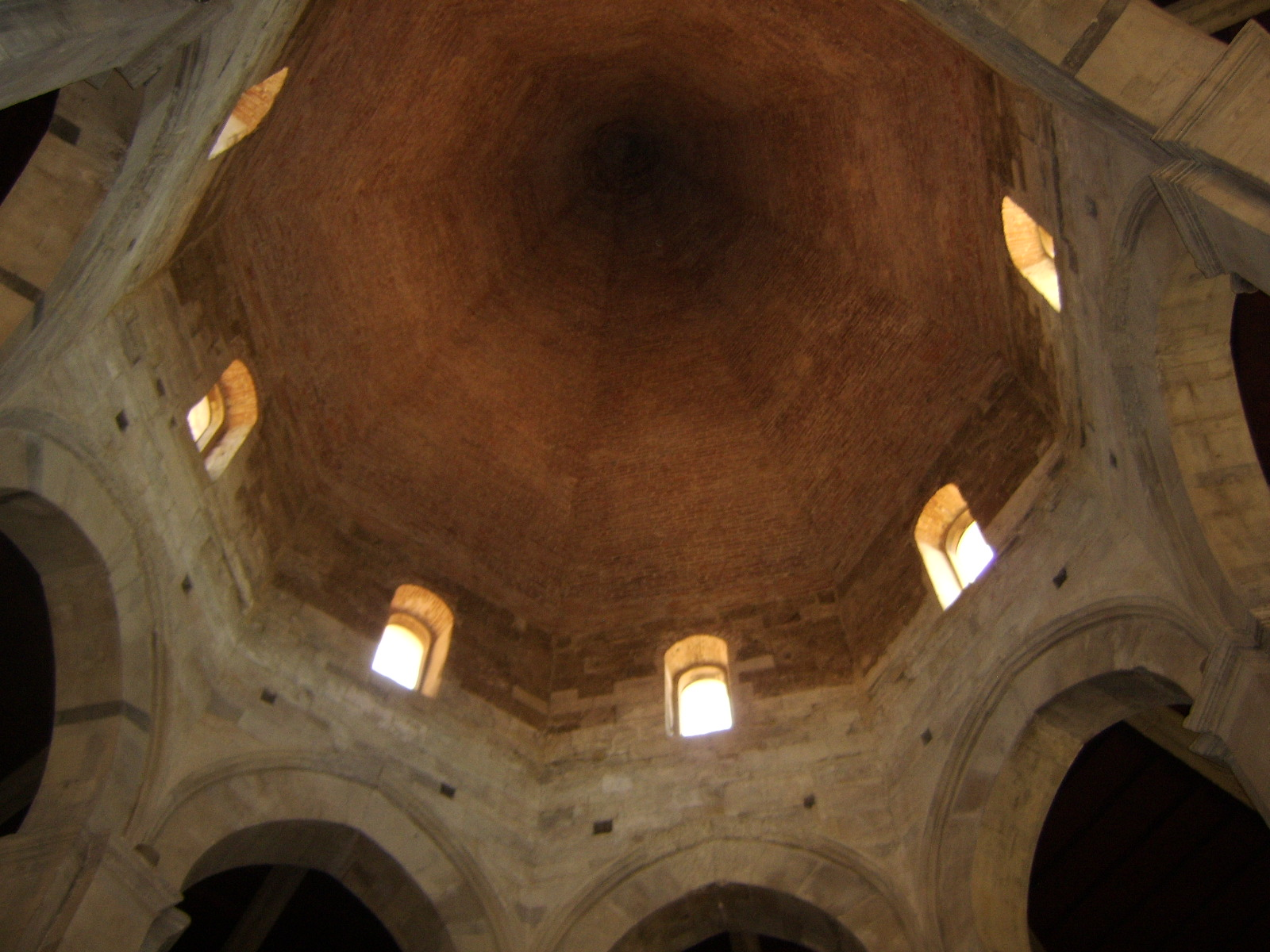
Chiesa del Santo Sepolcro (Pisa)

### Rinascimento

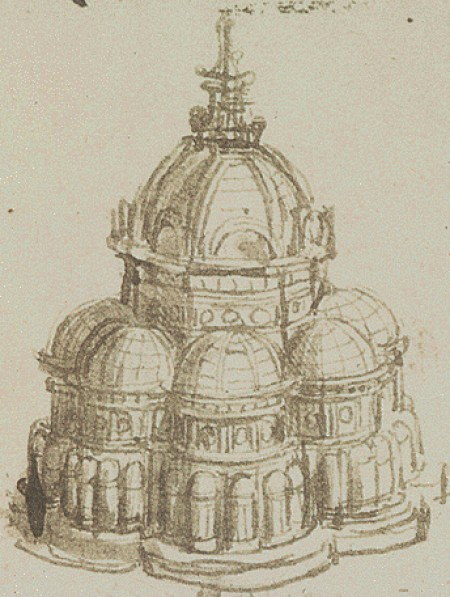
Leonardo da Vinci, schizzi per una chiesa a pianta centrale con cappelle per gemmazione, Parigi, Institut de France

Michelangelo, pianta di San Pietro in Vaticano

L'apice degli studi sulla pianta centrale fu raggiunto durante il Rinascimento: la tipologia architettonica centralizzata favoriva una sintesi geometrico-razionale delle parti dell'edificio, con tutti i risvolti simbolici legati al cerchio, che per Marsilio Ficino era forma prediletta della natura e rappresentazione divina; inoltre la cupola, secondo un'antichissima simbologia religiosa, era assimilata al cielo.
Nei primi decenni del XV secolo Filippo Brunelleschi, autore degli spazi centralizzati della Sagrestia Vecchia e della Cappella dei Pazzi, progettò la Rotonda di Santa Maria degli Angeli a Firenze, caratterizzata da una complessa pianta ottagonale all'interno e con sedici lati all'esterno, uno degli esempi più citati di pianta centrale nella storia dell'architettura.
A porre il tema della pianta centrale al centro del dibattito architettonico fu, alla metà del secolo, Leon Battista Alberti che nel libro settimo del suo trattato De re aedificatoria, trattando della pianta degli edifici sacri raccomanda l'uso del cerchio e delle figure geometriche inscritte del cerchio: quadrato, esagono, ottagono, decagono e dodecagono. In tal modo pose le basi delle successive teorizzazioni e ricerche sulla pianta centrale come modello ideale della chiesa-tempio. Alberti come progettista affrontò il tema degli edifici a pianta centrale intese come tribune ad impianto centrico associato all'impianto basilicale: ricordiamo in primis la soluzione della tribuna del Tempio malatestiano di Rimini, pensata dell'Umanista ad impianto centrico (ottagono, o a croce greca o a 'cerchio'). Soluzioni che Alberti ripropone nelle chiese di San Sebastiano a Mantova e nella tribuna della Santissima Annunziata (progetto del 1469) a Firenze. Soluzioni per cercare di fondere le due tipologie di chiese, quella ad impianto centrico che richiamava il rito greco-orientale e quello basilicale latino. Mentre in altri casi vengono realizzati sempre nel Regno di Napoli edifici esclusivamente ad impianto centrale ottagono liberi e isolati da corpi di fabbrica, penati come fulcri urbani veri e propri: è il caso del Tempietto quadrilobato di Santa Caterina a Conversano di difficile datazione, anche se gli studiosi sono concordi nel porlo in un arco cronologico ristretto che oscilla tra la fine del Trecento e la prima metà del Quattrocento; altri realizzati invece negli anni Sessanta e Settanta del Quattrocento, ed è il caso del Tempio di San Flaviano a Giulianova di probabile ascendenza progettuale albertiana. 
Durante la prima metà del Quattrocento le più importanti famiglie del Regno di Napoli, dai Caracciolo del Sole, agli Orsini di Vicovaro, dagli Orsini Del Balzo ai Sanseverino di Bisignano, fino ai Ventimiglia di Geraci in Sicilia fanno realizzare i loro mausolei ad impianto centrale, generalmente ottagono in fondo al coro (on in adiacenza o isolati) delle chiese in genere francescane.  Sul finire del Quattrocento edifici a pianta centrale cominciarono a comparire, in forme monumentali anche negli sfondi dei dipinti, come la Consegna delle chiavi di Perugino.
Tra i progettisti che si impegnarono sul tema della pianta centrale Matteo Civitali, che realizzò il tempietto del Volto Santo nella cattedrale di Lucca nel 1484, Giuliano da Sangallo che edificò a Firenze la sagrestia di Santo Spirito a pianta ottagonale e tra il 1484 e il 1495 la basilica di Santa Maria delle Carceri a Prato, a croce greca, che riprendeva gli studi dell'Alberti a San Sebastiano. 
La ricerca teorica sulla pianta centrale fu portata avanti da Filarete e soprattutto da Francesco di Giorgio Martini.
Fu però soprattutto a Milano, tra Leonardo e Bramante, che si ebbero gli sviluppi più rilevanti sul tema. Leonardo da Vinci approntò dei disegni di chiese ottagonali sormontate da grandi cupole (Codice B) e contornate da cappelle, nelle cui composizioni si avverte l'eco della grande tribuna di Santa Maria del Fiore a Firenze. Queste astrazioni teoriche influenzarono notevolmente Donato Bramante, che utilizzò la pianta centrale per la sagrestia di San Satiro e nella tribuna di Santa Maria delle Grazie a Milano, che fecero da preludio alle grandi opere romane: il tempietto di San Pietro in Montorio (1502) e il progetto originario della basilica di San Pietro in Vaticano. 
Intorno a questo progetto e al cantiere del grande tempio si svilupperà per oltre un secolo un dibattito avente come oggetto la pianta centrale e che riguardò non solo gli aspetti architettonici ma anche teologici e filosofici.
Sempre al Bramante è attribuito, non senza incertezze, il progetto di Santa Maria della Consolazione a Todi, alla cui costruzione partecipò tuttavia Cola da Caprarola. Esempio simile è la chiesa di San Biagio a Montepulciano, iniziata da Antonio da Sangallo il Vecchio nel 1518.
Pure Michelangelo ideò impianti centralizzati, come il disegno della basilica di San Giovanni Battista dei Fiorentini (non realizzato) e tornò alla pianta centrale (poi anch'essa non realizzata) per il cantiere di San Pietro in Vaticano.
Tra i primissimi esempi nel Rinascimento di pianta centrale applicata non ad un edificio religioso o pubblico, ma privato, è Villa Almerico Capra detta "La Rotonda" (1566) a Vicenza, progettata come residenza suburbana, uno dei capolavori di Andrea Palladio, la sua villa più famosa e uno degli edifici più imitati della storia dell'architettura. Benché soprannominato "rotonda", l'edificio palladiano è a pianta quadrata, con una cupola e un salone centrale a pianta circolare.

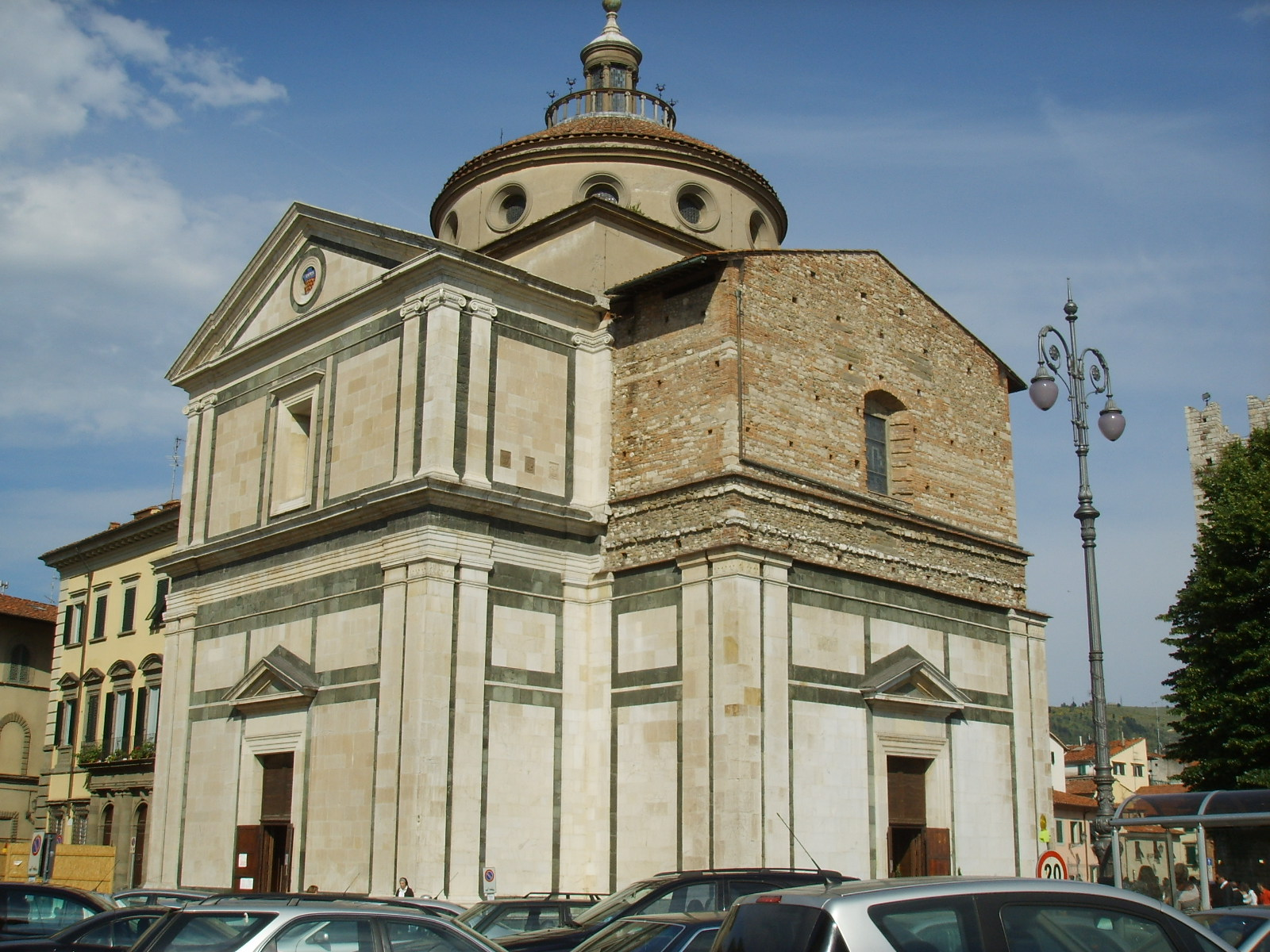
Basilica di Santa Maria delle Carceri (Prato)
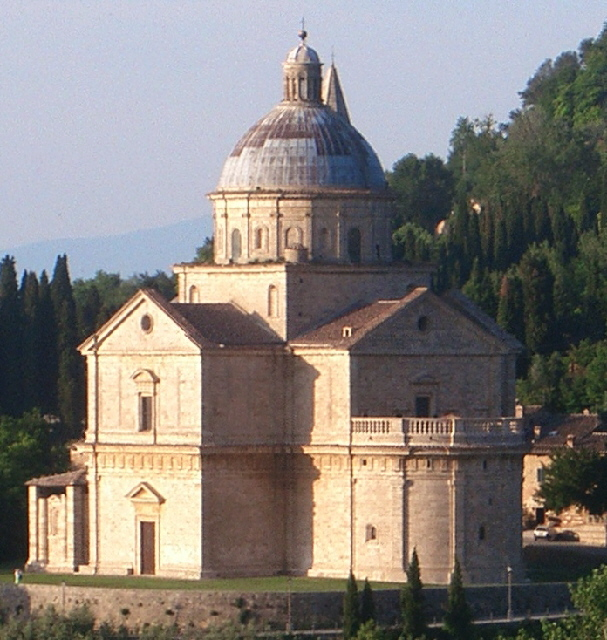
Chiesa di San Biagio (Montepulciano)
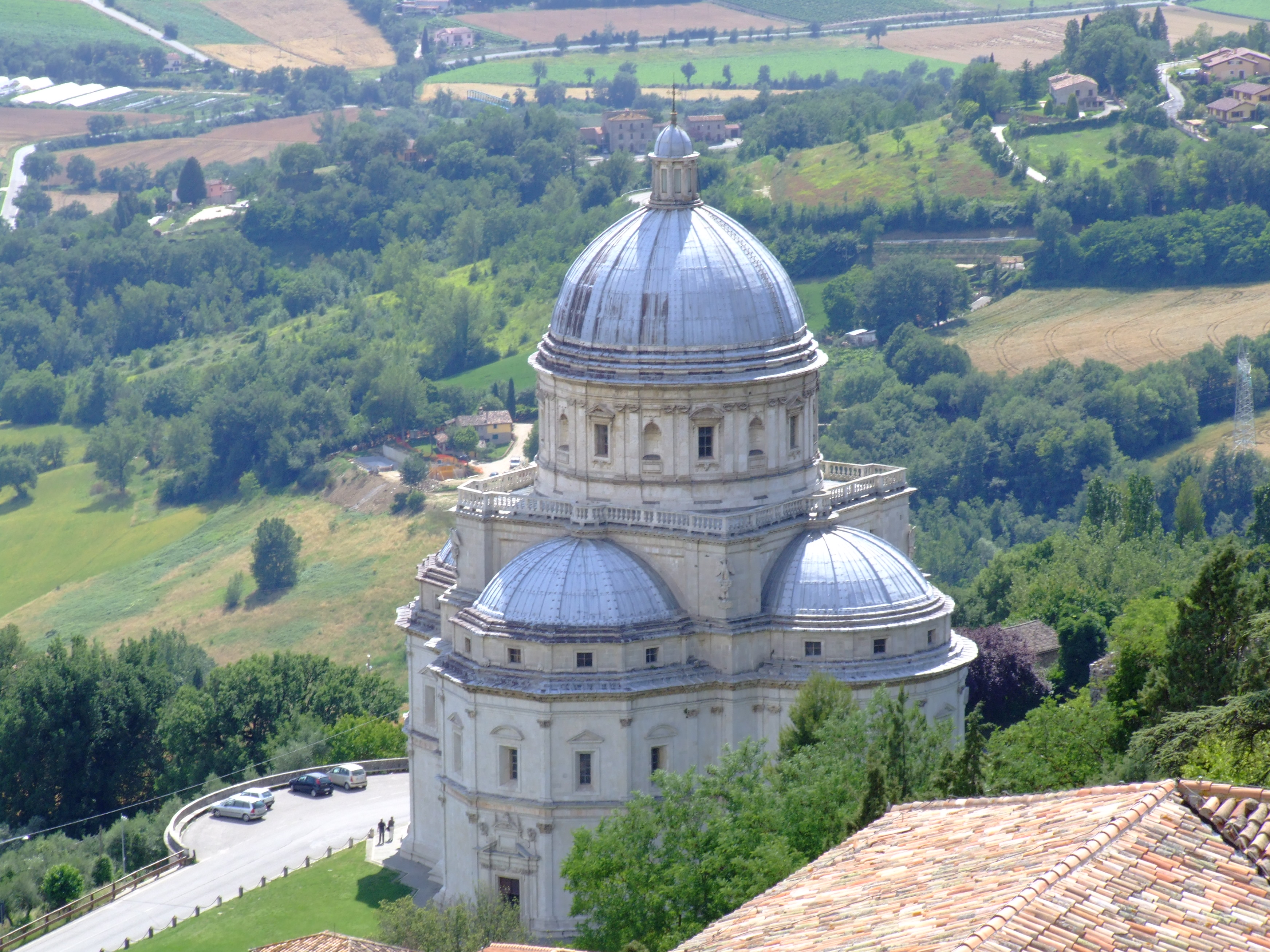
Tempio di Santa Maria della Consolazione
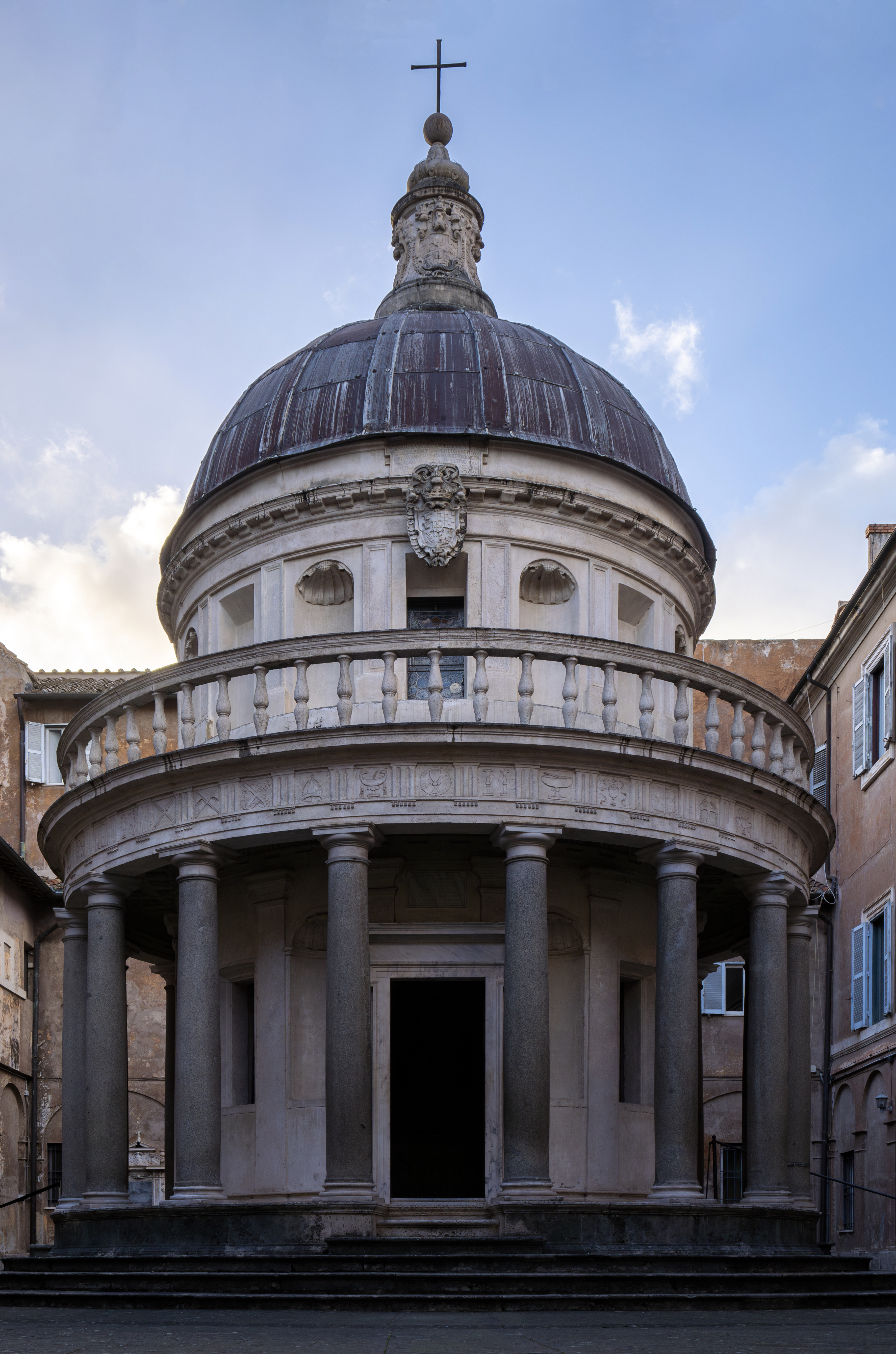
Tempietto di San Pietro in Montorio
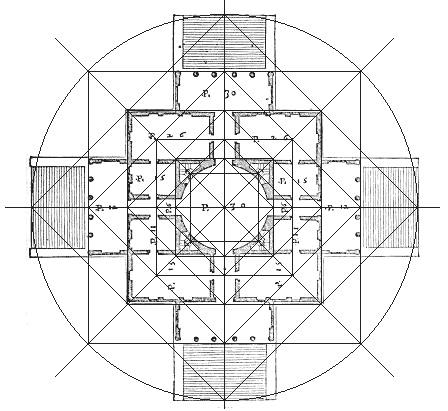
Planimetria di Villa Almerico Capra detta "La Rotonda" di Andrea Palladio

### Barocco e sviluppi successivi

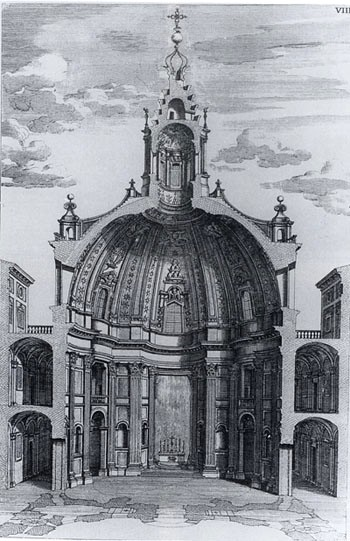
Chiesa di Sant'Ivo alla Sapienza

Durante il Barocco la pianta centrale fu trasformata in base alle esigenze della Controriforma, tese a rafforzare l'asse longitudinale delle chiese, come nel caso della basilica di Santa Maria della Salute a Venezia, dove uno spazio ottagonale è unito ad un presbiterio quadrato. Altri esempi notevoli si hanno inoltre nelle chiese romane di Sant'Agnese in Agone, di Sant'Ivo alla Sapienza, di Sant'Andrea al Quirinale e la collegiata dell'Assunta di Ariccia. A Torino Guarino Guarini e Filippo Juvarra portarono avanti il tema della pianta centrale, arricchendolo di inediti rapporti tra volumi vuoti/pieni.
Nel Settecento e nell'Ottocento si ritrovano schemi centralizzati, derivati dallo consolidato tema del Pantheon romano, in diversi edifici di valore: è il caso ad esempio delle chiese di San Simeon Piccolo e della Maddalena a Venezia e della neoclassica basilica di San Francesco di Paola a Napoli.

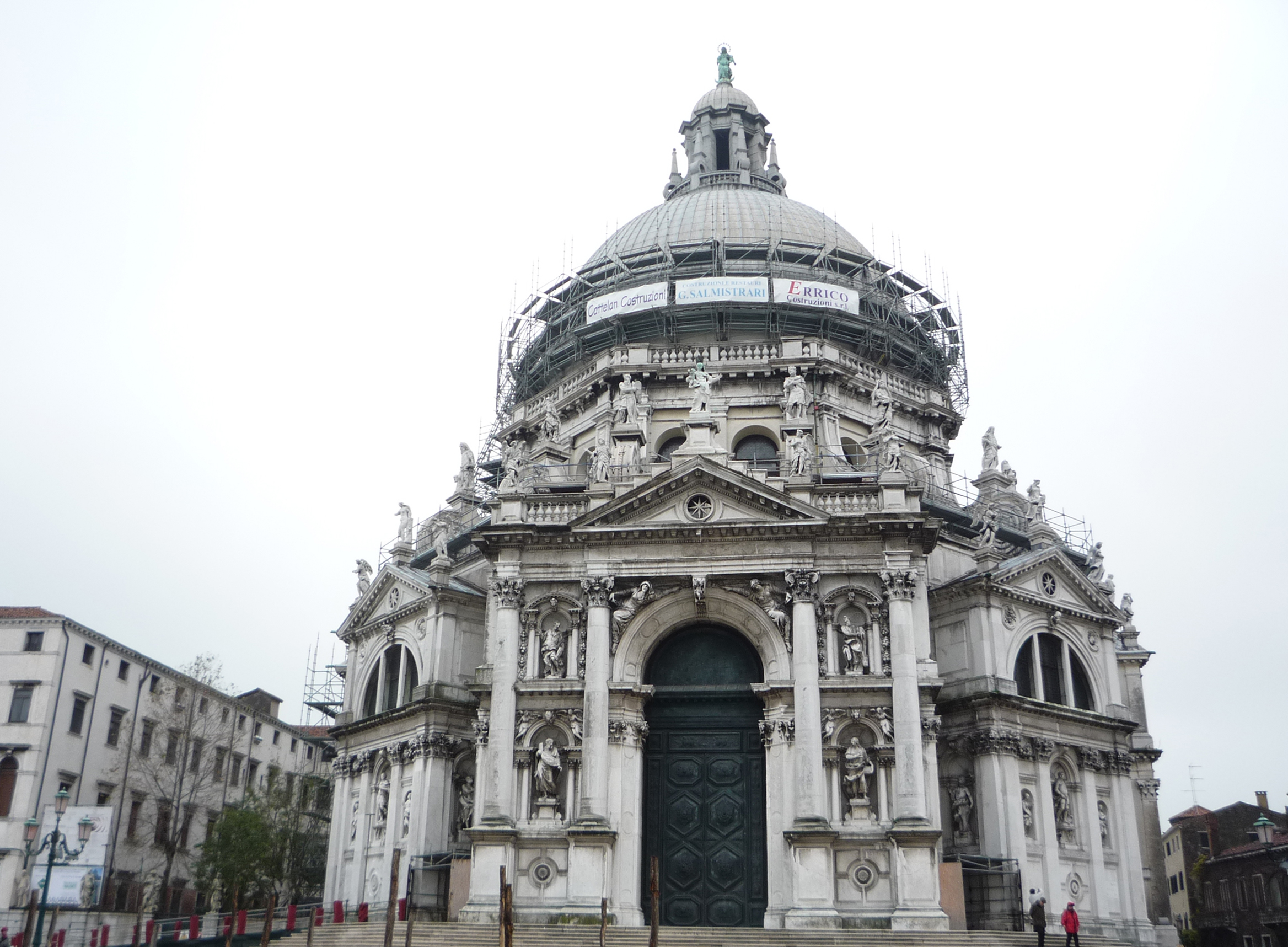
Basilica di Santa Maria della Salute (Venezia)
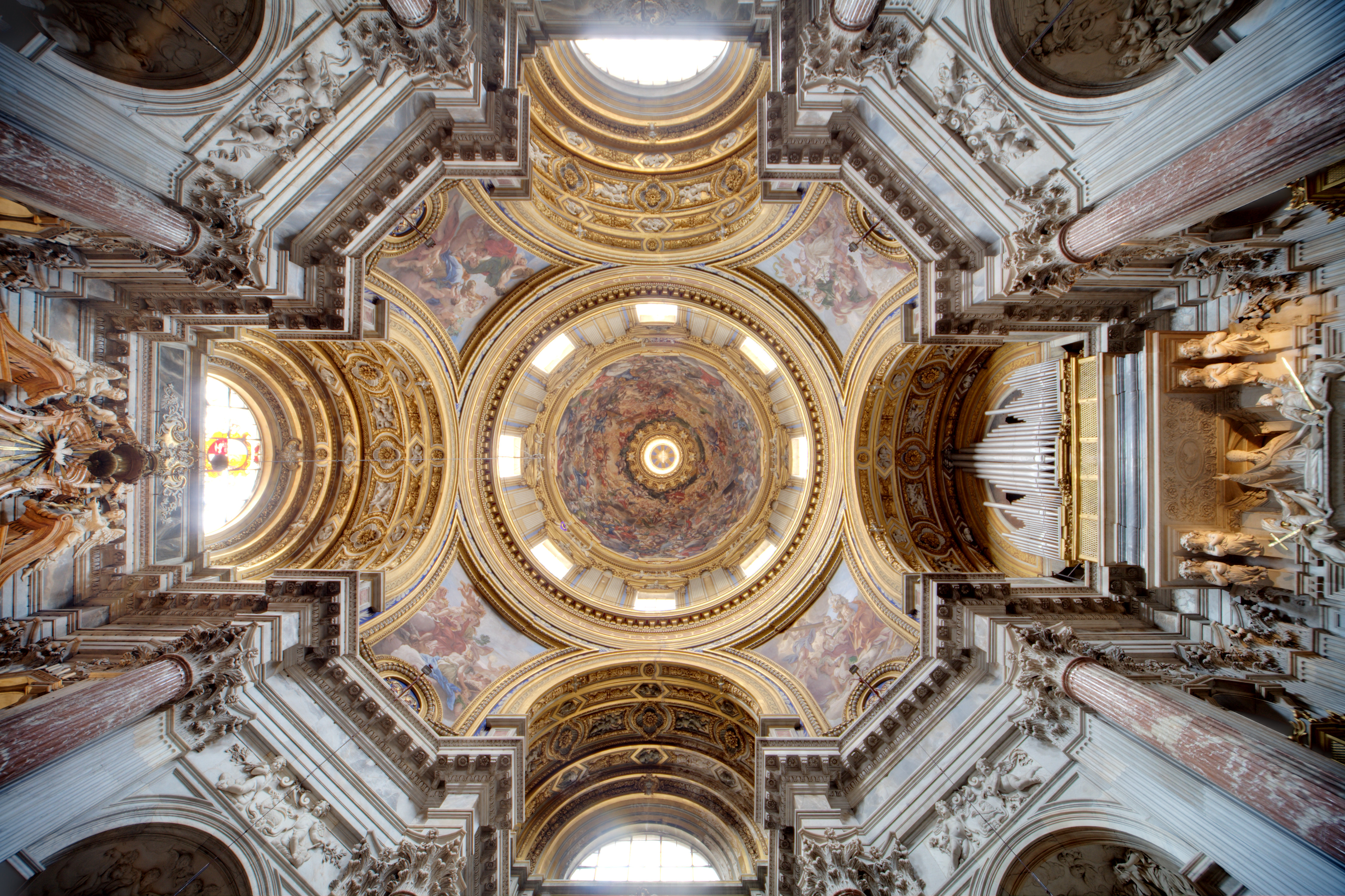
Chiesa di Sant'Agnese in Agone (Roma), veduta delle volte e della cupola
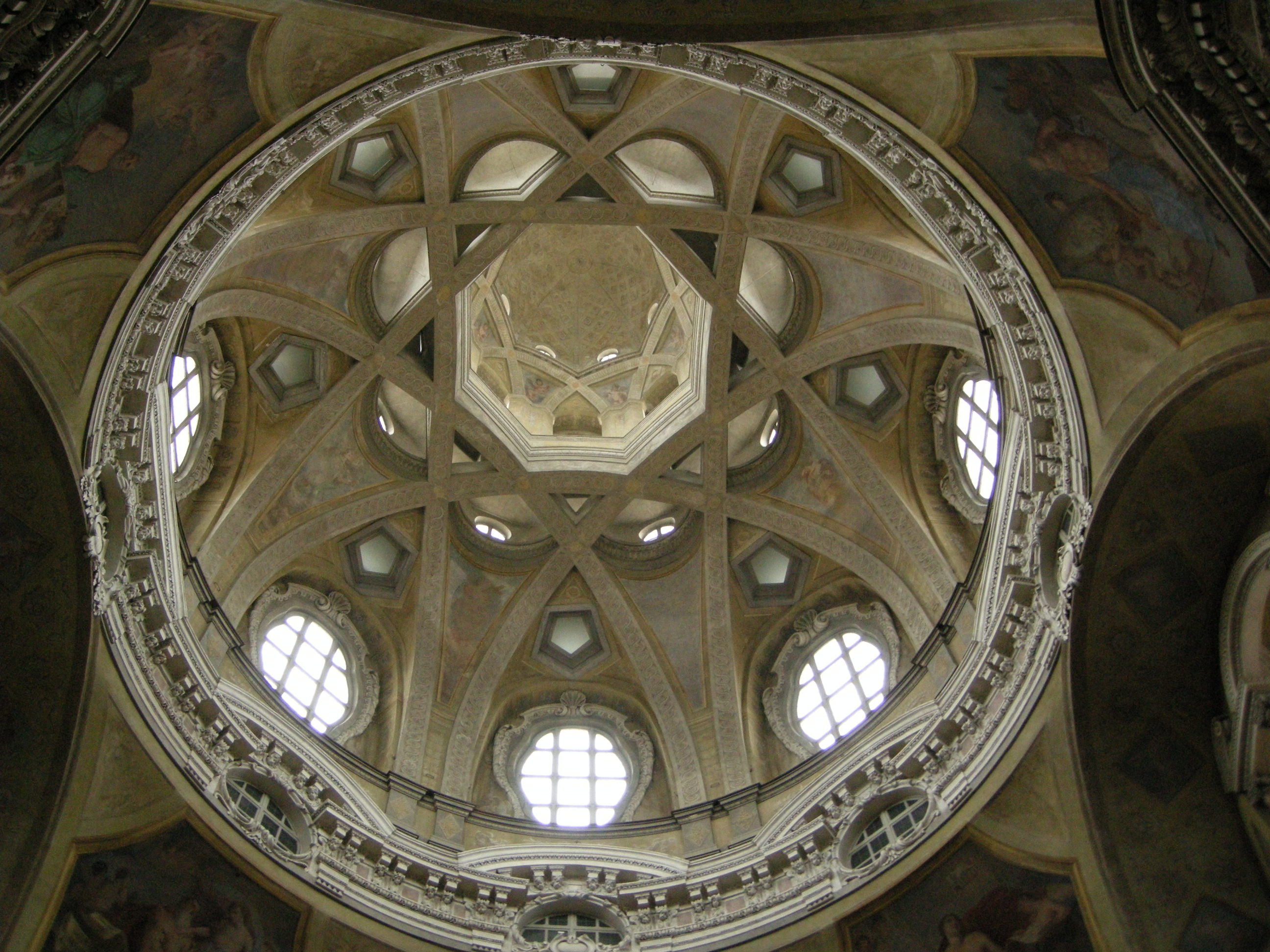
Chiesa di San Lorenzo (Torino), cupola
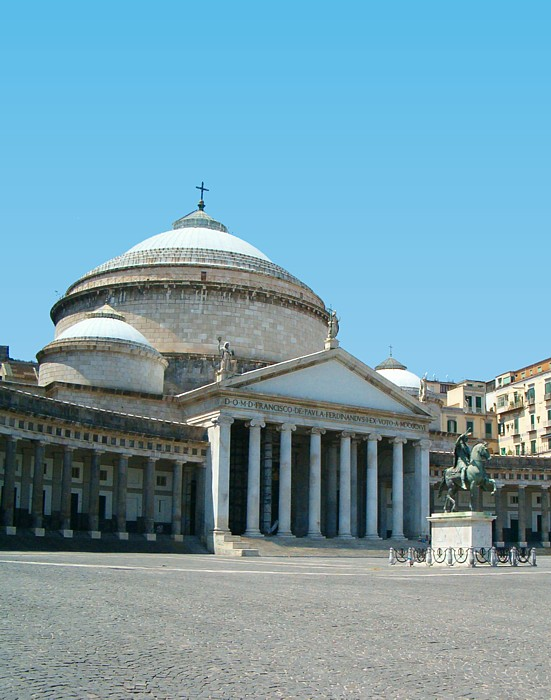
Basilica di San Francesco di Paola (Napoli)